# Darras Hall
Darras Hall är en del av en befolkad plats i Storbritannien. Den ligger i civil parish Ponteland, i grevskapet och kommunen Northumberland i riksdelen England, i den centrala delen av landet, 400 km norr om huvudstaden London. Darras Hall ligger 82 meter över havet och antalet invånare är 15 000. Darras Hall var en civil parish 1866–1955 när det uppgick i Ponteland. Civil parish hade 282 invånare år 1951.
Terrängen runt Darras Hall är platt, och sluttar österut. Runt Darras Hall är det mycket tätbefolkat, med 1 266 invånare per kvadratkilometer. Närmaste större samhälle är Newcastle upon Tyne, 11,8 km sydost om Darras Hall. Trakten runt Darras Hall består i huvudsak av gräsmarker.